# Борис Демирджиев
Борис Митов Демирджиев е български революционер, деец на Вътрешната македоно-одринска революционна организация.

## Биография
Борис Демирджиев е роден в 1892 година в град Дойран, тогава в Османската империя, днес в Северна Македония. На 28 август 1912 година извършва бомбен атентат, който е част от поредица на терористични актове извършени от дейци на ВМОРО, станали известни като Магарешки атентати. Във вторник преди байрам, Демирджиев оставя на пазара в Дойран, магарето си, натоварено с чувал, в който има бомба със закъснител. Тя избухва точно в 9 сутринта, като убива 13 души, а ранява 46 други. Всичките жертви са турци, а от ранените 4 са българи. В България вестник „Утро“ съобщава за атентата. Във вестника се цитира анонимен ръководител на ВМОРО, който твърди че е дело на младотурците, които искат да компрометират правителството в Истанбул.
При избухването на Балканската война в 1912 година е доброволец в Македоно-одринското опълчение в четата на Тодор Александров, а по-късно служи в 1 рота на 13 кукушка дружина.
През Първата световна война е в редиците на Единадесета пехотна македонска дивизия. Награден е със знак на военния орден „За храброст“, IV степен.